# Ingeborg Bausenwein
Ingeborg Bausenwein, geb. Plank, verw. Wolf (* 13. Oktober 1920 in Nürnberg; † 1. September 2008 ebenda) war eine deutsche Pädagogin, Ärztin und Sportmedizinerin.
In den 1940er Jahren war sie mehrfache Deutsche Meisterin im Speerwurf. Ihr späteres Engagement galt vor allem den sportmedizinischen Fragen des Frauensports, des Jugendsports und des Behindertensports.

## Leben und Werk
Ingeborg Plank studierte nach dem Abitur zunächst Sportwissenschaften, Geschichte und Geografie und war danach 1942/43 als Lehrkraft an einem Mädchengymnasium tätig. Drei Wochen nach ihrer Eheschließung verwitwet – ihr Mann Major Wolf fiel 1943 bei Stalingrad – nahm sie 1944 das Studium der Medizin auf, das sie 1950 mit Sehr gut abschloss. 1951 wurde sie nach Verteidigung ihrer Dissertationsschrift Die Differentialdiagnose der Rückenmarkstumoren im Röntgenbild an der Friedrich-Alexander-Universität Erlangen zum Dr. med. promoviert.
Von 1950 bis 1953 war sie als Sportärztin an der Deutschen Sporthochschule Köln tätig, ab 1957 als Jugend- und Sportärztin am Gesundheitsamt der Stadt Nürnberg. Seit 1966 nahm sie einen Lehrauftrag für Sportmedizin an der Universität Erlangen-Nürnberg wahr und erhielt Forschungsaufträge für den therapeutischen Sport. Durch eigene Erfahrung als Speerwerferin (mit entsprechendem Krafttraining) setzte sie sich durch Forschung und entsprechende internationale Fachtagungen entschieden für Krafttraining auch für Frauen ein. Dies war zu der Zeit nicht einfach, da die Kraftsportlerinnen aus der UdSSR ein Frauenbild repräsentierten, dass in Westdeutschland wenig populär war.
Ingeborg Bausenwein erfüllte vielfache Ehrenämter in Organisationen des Sports und der Sportmedizin. Sie gehörte dem Präsidium in Deutschen Sportbunds von 1960 bis 1970 an, war Mitglied verschiedener Fachbeiräte in Sport und Sportmedizin und war persönliches Mitglied des NOK für Deutschland. Darüber hinaus erstellte sie zahlreiche wissenschaftliche Veröffentlichungen zu Problemen des Frauensports, des Jugendsports und des Behindertensports. Von 1985 bis 1990 war sie als Lehrbeauftragte am Fachbereich Betriebswirtschaft der Fachhochschule Nürnberg (Vorgängereinrichtung der Technischen Hochschule Nürnberg Georg Simon Ohm) tätig.

## Sportliche Laufbahn
Von 1941 bis 1949 dominierte sie als fünffache Deutsche Meisterin (1941, 1943, 1947, 1948 und 1949; Vizemeisterin 1946 und 1952; startend für den 1. FC Nürnberg, dem sie seit 1939 angehörte) den Speerwurf, mehrfach mit Weltbestleistungen. Ihre persönliche Bestleistung von 45,90 m erreichte sie 1941. Als weltbester Speerwerferin des Olympiajahres 1948 blieb ihr als Deutscher die Teilnahme an den Olympischen Spielen in London versagt. Vier Jahre später war sie Olympiateilnehmerin in Helsinki und fungierte gleichzeitig als Mannschaftsführerin und ärztliche Betreuerin. Als Olympiaärztin nahm sie an den Spielen in Rom 1960, Tokio 1964 und München 1972 teil.
Ingeborg Bausenwein wurden vielfache Ehrungen und Auszeichnungen zuteil, unter denen 1951 das Silberne Lorbeerblatt, 1980 das Bundesverdienstkreuz am Bande und 1985 das Goldene Ehrenzeichen des Deutschen Sportärztebundes herausragen.

## Publikation (Auswahl)
- mit Auguste Hoffmann: Frau und Leibesübungen – Auswertung einer Umfrage über die Rolle der Leibesübungen in den Lebensgewohnheiten der Bevölkerung, Mülheim/Ruhr, Gehörlosen-Druckerei und Verlag 1967[4]